# Костадин Панайотов

Бургаски творец, фотограф и телевизионен оператор.

## Костадин Тодоров Панайотов(Коцето) 11 юни 1949-31 май 2017 година.
Костадин Панайотов е роден на 11 юни 1949 година в Бургас. Бургаски творец, фотограф и телевизионен оператор. Майстор на исказа и подсмисъла във фотографското изкуство. Автор, съавтор, основен оператор и отговорен оператор в над 120 филма с научнопопулярна и туристическо – рекламна тематика. Като творец участва с множество изложби в сферата на художественната фотография в България, Германия, СССР, Унгария и др. Работил в Институт по международен туризъм – Бургас /създаден по проект на ООН за развитие на туризма/ от създаването му през 1979 година, както и за Булгареклама, Фотопропаганда и по проекти на Балкантурист, Интерхотели, к.к. Слънчев Бряг, Международен Младежки Център и др. Отговорен оператор, ръководител операторска дейност и обучаващ кадри в регионални телевизии. Работил е 6 години с фотограф-художник Никола Ханджиев. Съвместно с художник- фотографът Месроб Енгибаров -Емо като едни от доайените на бургаската фотографска гилдия, работят заедно по множество проекти с Регионална Занаятчииска Камара-Бургас, национално представени комерсиални проекти. Изпълнил е множество репортерски статии за националната преса и телевизия. Починал на 31 май 2017 година от инфаркт.
Източници :